# 日向苺
日向 苺（ひなた いちご）は日本の女性声優。主にアダルトゲームに声をあてている。

## 出演
太字はメインキャラクター。

### ゲーム

#### 2005年
- 部活規格（市川香織）

#### 2009年
- アンバークォーツ ～Amber Quartz～（キョウ）[1]
- 神楽道中記（龍宮みなせ）[2]
  - 神楽道中記 追加シナリオ vol.1+vol.2（龍宮みなせ）
- さくらさくら（響子）

#### 2010年
- おキツネ様の恋するおまじない（二階堂まな）[3]
- キッキングホース★ラプソディ（辻志乃）[4]
- リアル妹がいる大泉くんのばあい（妹尾美紀）[5]

#### 2011年
- CURE GIRL（山田）
- はっぴぃふぁくとりー（神野崎日向）[6]

#### 2012年
- 中の人などいない! トーキョー・ヒーロー・プロジェクト（仙道院 延彦）

#### 2013年
- 輝光翼戦記 銀の刻のコロナFD（ゼオン）[7]

### OVA
- 少女セクト〜Innocent Lovers〜（2008年、笠置秋、紀）